# Sous-région de Oulu
La sous-région de Oulu (finnois : Oulun seutukunta) est une sous-région de l'Ostrobotnie du Nord en Finlande. 
Au niveau 1 (LAU 1 ) des unités administratives locales définies par l'union européenne elle porte le numéro 171.

## Municipalités
La sous-région de Oulu est composée des municipalités suivantes :
| Blason            | Municipalité            |
| ----------------- | ----------------------- |
| Hailuodon vaakuna | Hailuoto (municipalité) |
| Kempeleen vaakuna | Kempele (municipalité)  |
| Limingan vaakuna  | Liminka (municipalité)  |
| Lumijoen vaakuna  | Lumijoki (municipalité) |
| Muhoksen vaakuna  | Muhos (municipalité)    |
| Oulun vaakuna     | Oulu (ville)            |
| Tyrnävän vaakuna  | Tyrnävä (municipalité)  |

## Population
Depuis 1980, l'évolution démographique de la sous-région de Oulu, au périmètre du 1er janvier 2017, est la suivante:
| Année      | 1980    | 1985    | 1990    | 1995    | 2000    | 2005    | 2010    |
| ---------- | ------- | ------- | ------- | ------- | ------- | ------- | ------- |
| population | 146 366 | 155 680 | 165 071 | 178 003 | 194 623 | 212 187 | 228 591 |

## Politique
Les résultats de l'élection présidentielle finlandaise de 2018:
- Sauli Niinistö   57.4%
- Pekka Haavisto   12.4%
- Paavo Väyrynen   9.4%
- Matti Vanhanen   6.9%
- Laura Huhtasaari   6.8%
- Merja Kyllönen   4.5%
- Tuula Haatainen   2.1%
- Nils Torvalds   0.6%